# Cercocarpe de montagne
Cercocarpus montanus
Espèce
Le Cercocarpe de montagne (Cercocarpus montanus ou Cercocarpus betuloides) est une espèce de plantes à fleurs de la famille des Rosacées. C’est un arbuste présent à l’ouest des États-Unis.

## Étymologie
Le nom vient du nom grec Kerkos (qui a donné Cerco) qui signifie « Queue » ainsi que du mot Carpus qui signifie « Fruit ». C'est donc l'arbre aux « fruits en forme de queues ».

## Habitat
À l’ouest, l’arbuste est présent de l’Oregon à la Californie. Plus à l’est, il est présent du Dakota du Sud jusqu’au Texas. L'arbuste est présent dans les zones sèches de type chaparral.

## Description

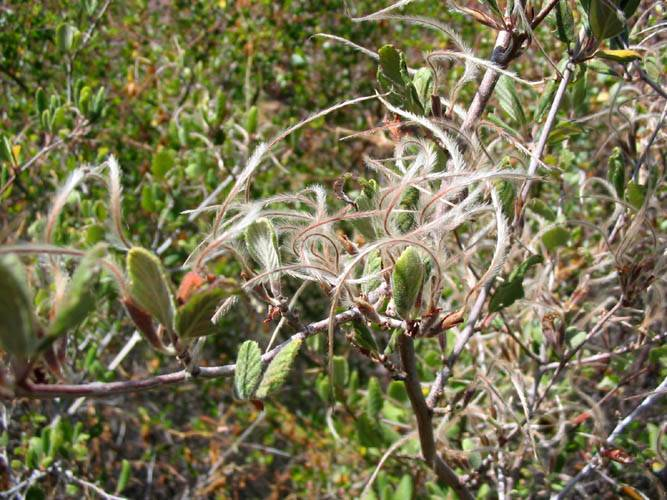
Les fruits de l'arbuste.

Le Cercocarpe de montagne atteint une taille comprise entre trois et cinq mètres de haut.
Il se couvre de fleurs blanches de petites tailles et d'odeur agréable. Le fruit est un achène tubulaire. Son bois est rougeâtre est d'une dureté importante

## Utilisation
Dans la région de la Californie, les Amérindiens utilisaient son bois dur pour en faire des flèches, des harpons ou des outils.